# Iwan Mokridin
Iwan Prokofjewicz Mokridin (ur. 1913 we wsi Leonowo w powiecie klińskim w guberni moskiewskiej, zm. w maju 1990 w Kalininie) – funkcjonariusz radzieckich organów bezpieczeństwa, jeden z wykonawców zbrodni katyńskiej.
Urodzony w rosyjskiej rodzinie robotniczej, miał wykształcenie niepełne średnie (szkoła średnia w Klinie, 1929), w latach 1935–1942 członek Komsomołu, od sierpnia 142 kandydat na członka, a od września 1943 członek WKP(b). Od 27 października 1935 do 30 listopada 1937 w Armii Czerwonej, od 1 października 1939 do 4 czerwca 1946 i ponownie od 17 lutego 1952 w organach bezpieczeństwa państwowego. Wiosną 1940 jako funkcjonariusz NKWD uczestniczył w masowym mordzie na polskich więźniach z obozu w Ostaszkowie, za co 26 października 1940 został nagrodzony przez ludowego komisarza spraw wewnętrznych ZSRR Ławrientija Berię. W 1954 nadzorca 1. kategorii w Zarządzie MWD obwodu kalinińskiego, odznaczony Medalem „Za zasługi bojowe” (5 listopada 1954).